# إلخيدو
إِلِخِيدُو (بالإسبانية: El Ejido)‏ هي بلدية تقع في مقاطعة المرية. جنوب شرق إسبانيا. يبلغ عدد سكانها 68,828 نسمة.

## أعلام
- مانويل مارتين كوينكا
- أنطونيو فرنسيسكو نافاس فارغاس

## وصلات خارجية
- موقع رسمي
- (بالإسبانية)